# Симон, Дидерик
Дидерик Симон (нидерл. Diederik Simon, род. 10 апреля 1970) — голландский спортсмен, гребец, призёр чемпионата мира по академической гребле 2001, 2009 годов, а также Летних Олимпийских игр 1996, 2000 и 2004 годов.

## Биография
Дидерик Симон родился 10 апреля 1970 года в нидерландском городе Блумендал, Северная Голландия. Тренировался в клубе «Nereus ASRV», Амстердам. Профессиональную карьеру гребца начал с 1995 года.
Дебют Симона на международной арене состоялся на чемпионате мира по академической гребле 1995 (1995 WORLD ROWING CHAMPIONSHIPS) в Тампере, Финляндия. В финальном заплыве двоек парных голландские гребцы заняли второе место в группе FB и не смогли продолжить борьбу за медали. С результатом 06:37.770 они заняли второе место после соперников из Литвы (06:36.060 — 1е место).
Золотая медаль была выиграна на Летних Олимпийских играх 1996 года в Атланте. В составе голландкой восьмерки с рулевым во время финального заплыва его команда финишировала первой. С результатом 5:42.74 голландские гребцы обогнали соперников из Германии (5:44.58 — 2е место) и России (5:45.77 — 3е место).
Серебро в активе Симона было завоёвано на Летних Олимпийских играх 2000 года в Сиднее. В заплыве четвёрок с рулевым голландские спортсмены финишировали вторыми (5:47.91). Первенство соревнования было уступлено соперникам из Италии (5:45.56).